# Halewyn
« Halewijn » redirige ici. Pour la commune française, qui en néerlandais s’appelle aussi Halewijn, voir Halluin.
Halewyn (en néerlandais : Halewijn) est un hameau rural de la section de Tronchiennes dans la ville de Gand situé entre Baarle, Landegem, Luchteren et Tronchienne-Centre, à laquelle il appartient. Le long  de la ligne du chemin de fer de Gand à Ostende se trouvait, à partir de 1888, et jusqu'en juin 1984 la gare de Halewyn.